# Paspalum costellatum
Paspalum costellatum är en gräsart som beskrevs av Jason Richard Swallen. Paspalum costellatum ingår i släktet tvillinghirser, och familjen gräs. Inga underarter finns listade i Catalogue of Life.